# Província da Montanha
Província da Montanha é um província de  quarta classe de renda da província (d) na região A Cordilheira, nas Filipinas. De acordo com o censo de 1 de maio  de  2020 possui uma população de 158 200 pessoas e 34 857 domicílios.

## Subdivisões
Municípios
- Barlig
- Bauko
- Besao
- Bontoc
- Natonin
- Paracelis
- Sabangan
- Sadanga
- Sagada
- Tadian